# 敬孝義皇后
敬孝義皇后（けいこうぎこうごう）は、清初の皇父摂政王ドルゴンの嫡福晋(正妃)。モンゴル・ホルチン部の出身。姓はボルジギト（博爾済吉特）氏（Borjigit hala）、名はバテマ（巴特玛）。太宗ホンタイジの皇后孝端文皇后の異父妹。

## 経歴
ホルチン大妃・グンブ（袞布)と、その前夫マングス(孝端文皇后の父、孝荘文皇后の祖父)の孫にあたるソノムの娘として生まれる。ホルチン大妃は夫マングスの死後、モンゴルの習慣に基づき、その孫であるソノムと再婚していた。しかしそのソノムも、明清交替に伴う戦の一つである己巳の変ですぐに亡くなってしまった。
ホルチン大妃の子が次々と清の皇族と婚姻する中、天聡9年（1635年）、ドルゴンはバトマを娶った。
崇徳元年（1636年）11月にホンタイジにより、ドルゴンの妻バトマに和碩嫡福晋の称号が与えられたと記されている。
彼女の姉妹の一人はホーゲの福晋であったが、ハウゲが順治5年（1648年）に亡くなった後、翌年にドルゴンと再婚し、ドルゴンの5番目の福晋となっている。

## 死後
順治6年12月（1650年1月）に亡くなり、『敬孝忠恭正宮元妃』と追封され、以下のような内容の満洲語の冊文が贈られた。
```
是日，敬孝忠恭正宫元妃册文曰

顺治七年庚寅，元月初一日乙卯，十三日丁卯，皇父摄政王谕曰：敬孝忠恭正宫元妃，尔乃予妹科尔沁蒙古索诺木郡王之女，太宗大圣文皇帝皇后胞妹。太宗文皇帝知尔贤贵，自幼将尔携来与予。尔自遇予，端庄、敬谨、聪 
恂、仁惠之行，与予正合。不意溘然薨逝，予心中哀伤无穷，万民亦同举哀。念生死乃人之常理，册封追谥是为大礼，故定合尔佳行谥号，特赐册宝，追谥曰敬孝忠恭正宫元妃。呜呼，追封易名，例缘古今；佳行裕后，作则 九 围。乞讷封谥，永世流芳。
```

同年、夫のドルゴンも狩猟中に薨去すると、以下のような恩詔が出され、ドルゴンが懋徳修道広業定功安民立政誠敬義皇帝と諡されると同時に、バテマも敬孝忠恭靜簡慈惠助德佐道義皇后として皇后に追尊された。
```
奉天承運皇帝詔曰

有至德斯享鴻名，成大功宜膺昭報。皇父攝政王當朕躬嗣之始，謙讓彌光，迨王師滅賊之時，勳猷茂著；辟輿圖為一統，攝大政者七年。偉烈居以小心，厚澤流于奕世。未隆尊號，深歉朕懷。謹于順治七年十二月廿五日衹告 天地、宗廟、社稷，追尊為懋德修道廣業定功安民立政誠敬義皇帝，廟號成宗；並追尊義皇帝元妃為敬孝忠恭靜簡慈惠助德佐道義皇后，同祔廟享。既舉盛儀，應覃恩赦，合行事宜，條列於後：（以下略）
```

しかし、順治8年（1651年）に、順治帝によりドルゴンの爵位が剥奪されると、上記の追尊皇后位も取り消された。

## 伝記資料
- 『清史稿』